# 24549 Jaredgoodman
24549 Jaredgoodman este un asteroid din centura principală de asteroizi.

## Descriere
24549 Jaredgoodman este un asteroid din centura principală de asteroizi. A fost descoperit pe 19 februarie 2001 la Socorro, New Mexico, în cadrul proiectului LINEAR. Asteroidul prezintă o orbită caracterizată de o semiaxă mare de 3,13 ua, o excentricitate de 0,11 și o înclinație de 7,9° în raport cu ecliptica.